# Laskarevo
Laskarevo (bulgariska: Ласкарево) är ett distrikt i Bulgarien.   Det ligger i kommunen Obsjtina Sandanski och regionen Blagoevgrad, i den sydvästra delen av landet, 130 km söder om huvudstaden Sofia.
Trakten runt Laskarevo består i huvudsak av gräsmarker. Runt Laskarevo är det ganska tätbefolkat, med 80 invånare per kvadratkilometer.